# Neu Gaarz
Neu Gaarz è una frazione del comune tedesco di Jabel, nel Meclemburgo-Pomerania Anteriore, in Germania.

## Storia
Il comune di Neu Gaarz fu soppresso e aggregato al comune di Jabel il 1º gennaio 2015.